# الهروب من كوكب الأرض
الهروب من كوكب الأرض (بالإنجليزية: Escape from Planet Earth)‏ هو فيلم أُصدر في كندا والولايات المتحدة سنة 2013.

## طاقم التمثيل
- برندان فريزر
- سارة جيسيكا باركر
- ويليام شانتر
- جيسيكا ألبا
- جورج لوبيز
- ستيف زان

## الميزانية والإيرادات
بلغت تكلفة إنتاج الفيلم حوالي 40 مليون دولار بينما حقق أرباحاً تقدر بـ 70,772,853 دولار.

## روابط خارجية
- الهروب من كوكب الأرض على موقع IMDb (الإنجليزية)
- الهروب من كوكب الأرض على موقع ميتاكريتيك (الإنجليزية)
- الهروب من كوكب الأرض على موقع روتن توميتوز (الإنجليزية)
- الهروب من كوكب الأرض على موقع نتفليكس (الإنجليزية)
- الهروب من كوكب الأرض على موقع قاعدة بيانات الأفلام العربية
- الهروب من كوكب الأرض على موقع ألو سيني (الفرنسية)
- الهروب من كوكب الأرض على موقع أول موفي (الإنجليزية)
- الهروب من كوكب الأرض على موقع بوكس أوفيس موجو (الإنجليزية)
- الهروب من كوكب الأرض على موقع فيلمافينيتي (الإسبانية)
- الهروب من كوكب الأرض على موقع قاعدة بيانات الفيلم (الإنجليزية)